# Olga Fialka

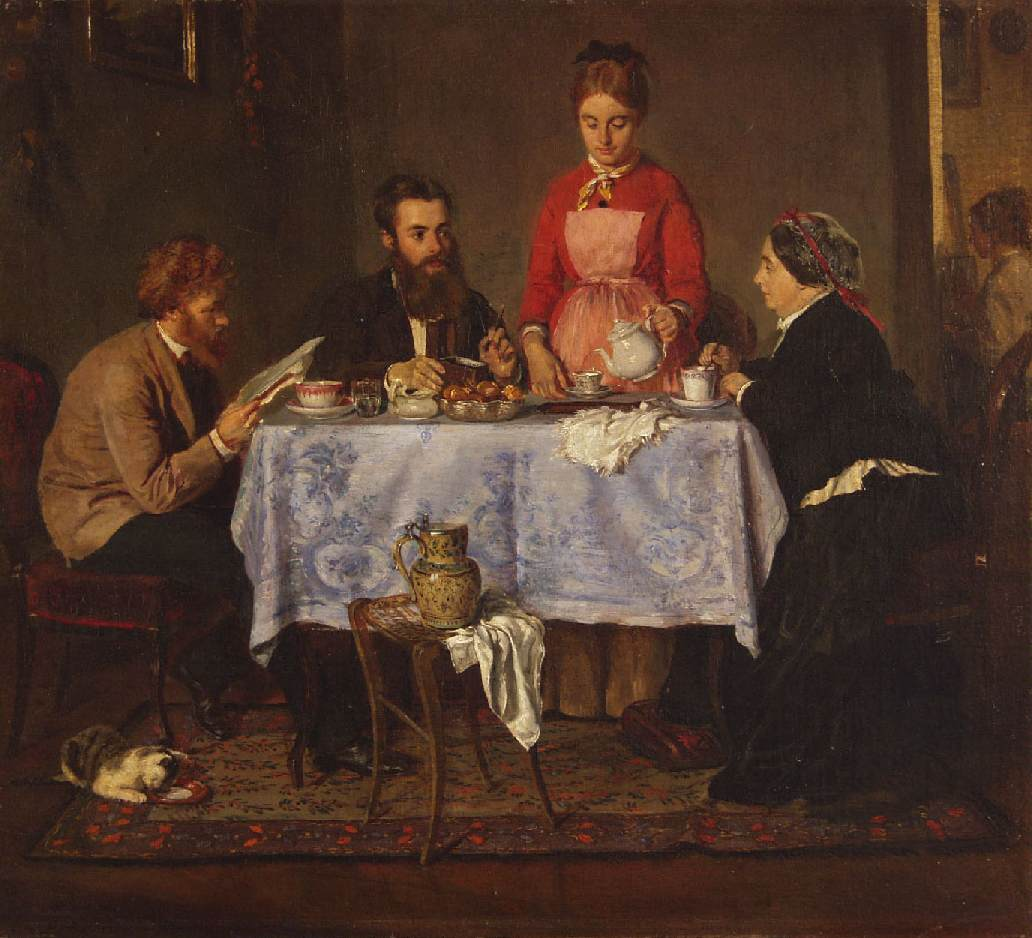
Olga Fialka: Rodina Fialkových (1874)

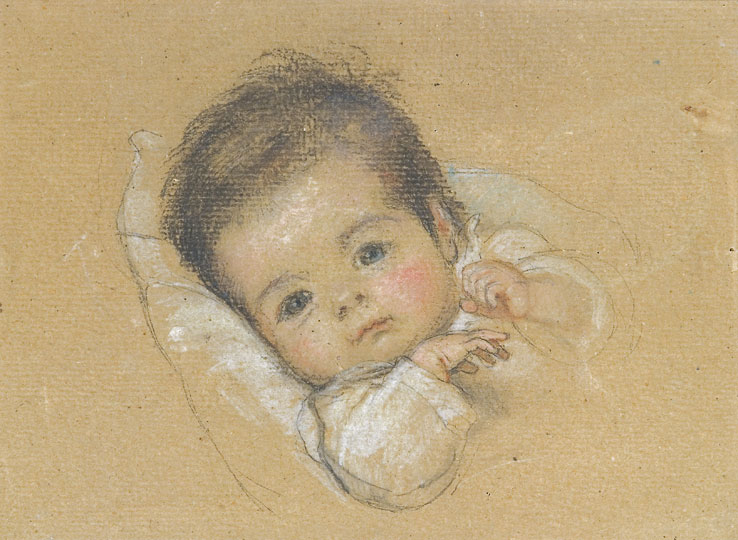
Olga Fialka: Beni Ferenczy (1892)

Olga Fialka, počeštěně Olga Fialková nebo také Olga Ferenczyová-Fialková (19. dubna 1848 Terezín – 17 prosince 1930 Baia Mare, Rumunsko), byla rakousko-uherská malířka, manželka malíře Károlye Ferenczyho a matka umělců Valéra Ferenczyho a dvojčat Béniho Ferenczyho a Noémi Ferenczyové.

## Život
Olga Fialková byla dcerou česko-rakouského důstojníka a spisovatele Morice Fialky a Caroline Hanslickové. V letech 1851–1956 žila s rodiči v Praze. Její otec byl za svou vojenskou službu pasován na rytíře a na konci své kariéry převelen do Krakova. Tam se Olga začala seznamovat s uměním, a to v ateliéru Jana Matejka, poté studovala malbu na vídeňské Akademii výtvarných umění u Augusta Eisenmengera.
Německá nakladatelství zadávala Olze Filalkové zakázky na knižní ilustrace, zejména na ilustrace pohádek. Ilustrovala tak například knihy Richarda Leandera či Julia Sturma.
Se svým o čtrnáct let mladším bratrancem Károlym Ferenczym, se v roce 1884 vydala na vzdělávací cestu do Itálie na Accademia di Belle Arti di Napoli. Ta měla trvat několik let, ale už v následujícím roce se vrátili a uzavřeli spolu manželství. Po narození syna Valéra v roce 1885 přestala Olga z velké části malovat a věnovala se rodinným povinnostem. Od roku 1889 žila rodina v Szentendre, od roku 1893 v Mnichově a v roce 1896 se přestěhovala do umělecké kolonie v Baia Mare, kde zůstala s dcerou Noémi i po smrti manžela (1917).
V roce 1951 bylo v Szentendre zřízeno Muzeum Károlye Ferenczyho, které vedle děl maďarského malíře vystavuje i díla jeho ženy Olgy a tří dětí a též uchovává jejich pozůstalost.

## Výběr z díla
- Sv. Petr (vystavováno v roce 1870 v Krakově)
- Moravská děvčata o Velkém pátku
- Žena s mísou
- Dívka s kozlem (akvarel; v dražbě Lobmayerovy sbírky ve Vídni roku 1918)